# Ixiamas
Ixiamas è un comune (municipio in spagnolo) della Bolivia nella provincia di Abel Iturralde (dipartimento di La Paz) con 8.359 abitanti (dato 2010).

## Cantoni
Il comune è formato dall'unico cantone omonimo suddiviso in 32 subcantoni.

## Storia
Nella zona del Río Tequeje è ubicata la Fortezza di Ixiamas.
La zona fu abitata originariamente da indigeni Tacana.
A partire dal secolo XVII l'area fu occupata da frati francescani